# Shu Ting
Shu Ting (chinesisch 舒婷, Pinyin Shū Tíng; * 1952 in Jinjiang) ist eine chinesische Dichterin und Autorin, die den „Verklärten Poeten“ (朦朧詩 / 朦胧诗,  Ménglóng Shī, englisch Misty Poets – „Obskure Lyrik, Menglong-Lyrik, hermetische Dichtung“), einer chinesischen Gruppe aus Poeten der Moderne nahesteht.
Mit bürgerlichem Namen heißt sie Gong Peiyu (chinesisch 龚佩瑜, Pinyin Gōng Pèiyú).

## Biographie
Shu Ting wurde als das zweite von drei Kindern geboren. Ihr Vater wurde im Zuge der Unterdrückung der Hundert-Blumen-Bewegung (chinesisch 百花運動 / 百花运动, Pinyin bǎihuā yùndòng), der sogenannten „Anti-Rechts-Bewegung“ (chinesisch 反右運動 / 反右运动, Pinyin Fǎn Yòu Yùndòng) in ein Bergdorf verbannt. Daran scheiterte die Ehe ihrer Eltern und Shu Ting zog ohne ihren Vater nach Xiamen. Ohne ihre Schulausbildung abgeschlossen zu haben, wurde sie im Rahmen der Kulturrevolution 1969 in das westliche Fujian gesendet, wo sie ein Interesse an der Dichtung erwarb, während sie als Wäscherin und Fabrikarbeiterin arbeitete. Erst ab 1980 konnte sie sich beruflich als (staatlich geförderte) Schriftstellerin im Verband der Kulturschaffenden der Provinz Fujinan etablieren.
Zwischen 1979 und 1982 veröffentlichte Shu Ting mehr als einhundert Gedichte. Ihr Frühwerk wurde durch die inoffizielle Zeitschrift „Jīntīan“ („Heute“, 今天) berühmt, welche in der Aufbruchsphase der Reform- und Öffnungspolitik von 1978 bis 1980 zwar erscheinen konnte, dann aber von Deng Xiaoping verboten wurde. Die Vertreter der „Nebeldichtung“ (Ménglóng Shī, engl. Misty Poets) verarbeiteten in einer neuen, komplexen Sprache ihre Sicht auf die Zeit der Kulturrevolution und die Gegenwart, in sehr deutlicher Abkehr vom maoistischen sozialistischen Realismus. In dieser „Jīntīan“-Zeit kam Shu Ting mit Bei Dao und Gu Cheng in Kontakt. Anders als bei diesen war ihr Schwerpunkt jedoch keine Kritik am gesellschaftlichen „Wir“, sondern eine bildreiche, z. T. schmerzliche, individuelle und dabei mitfühlende Aufarbeitung („Wundenliteratur“), zwischen Melancholie und Hoffnung. Ihr Gedicht „Der Eiche gewidmet“ (Zhi xiangshu) wurde in der VR China als bestes Gedicht 1979–1980 ausgezeichnet, das Werk Der Zweimaster (Shuang wei chuan) gewann den ersten Preis für den besten nationalen Lyrikband 1982; weitere Preise folgten, während Bei Dao und Gu Cheng mit Publikationsverbot belegt wurden.
Zu den Hauptthemenfelder, die Shu Ting in ihren Gedichten (und seit den 1990er-Jahren auch in Romanen) behandelt, zählen u. a. Sexismus, die Kritik am Patriarchat und Traditionen, die Frauen in ihren Rechten beschneiden. Sie sieht sich selbst allerdings nicht als Feministin.
Shu Ting ist Atheistin und begreift sich als Teil der dritten Generation von chinesischen Dichtern. Seit den 1980er Jahren konnte sie Erfahrungen im Ausland sammeln, so z. B. in Deutschland und den Vereinigten Staaten.
„Die Kulturrevolution hat ihr Jahre geraubt, dafür aber abgründige Erkenntnisse menschlicher Möglichkeiten als Ausgleich geboten – Möglichkeiten unterzugehen, oder, allem Unmenschlichen trotzend, sich als Mensch zu behaupten.“ (Ernst Schwarz)
„Wie im Falle von Hugo von Hofmannsthal wird man sagen können, daß ein Dutzend frühvollendeter Gedichte einen langanhaltenden Ruhm begründet hat.“ (Wolfgang Kubin)

## Werke (Auswahl)
- Shuang wei chuan (shuāng wéi chuán, 双桅船). Shanghai wen yi chu ban she (上海文艺出版社), Shanghai 1982.
- Shu Ting und Gu Cheng: Zwischen Wänden. Moderne chinesische Lyrik, übers. von Rupprecht Mayer, München: Simon & Magiera, 1984
- Schu Ting (Gedichte). Übersetzt von Ernst Schwarz. Verlag Neues Leben, Berlin 1988 (Poesiealbum 247).
- Selected Poems. An authorised collection. Translated by Eva Hung et al. Chinese University, Hongkong 1994 (Renditions Paperbacks).
- The mist of my heart. Selected Poems. Translated by Gordon T. Osing. Panda Books, Beijing 1995.
- Archaeopteryx, übers. von Christine Berg. projekt Verlag, Dortmund 1996.